# Rhegion

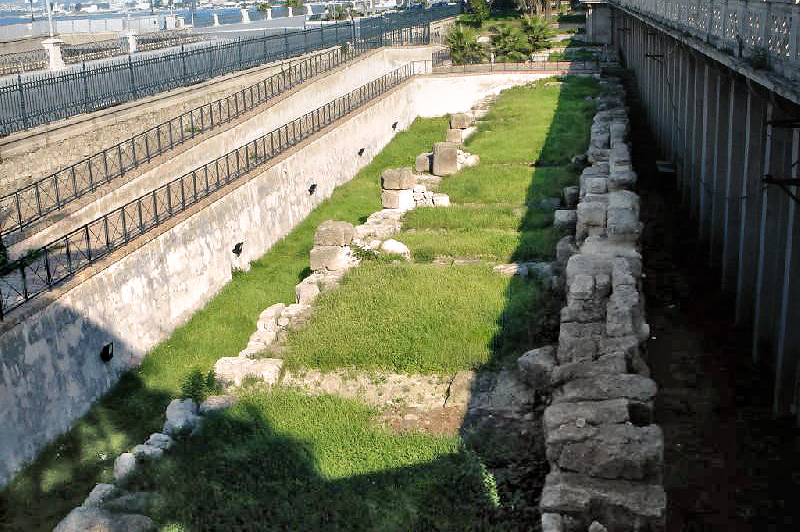
Fragment greckich murów na pobrzeżu

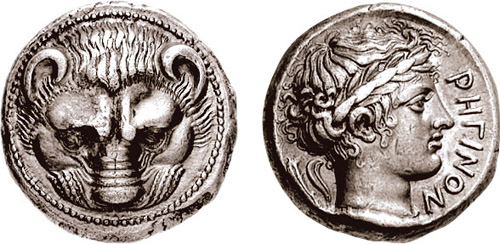
Srebrna tetradrachma kolonii Rhegion z V/IV wieku p.n.e.

Rhegion (Region) (gr. Ῥήγιον, łac. Rhēgium, Regium Iulii) – południowoitalska kolonia Chalkis wchodząca w skład Wielkiej Grecji.  
Założona w latach 730-720 p.n.e. na obszarze Bruttium. Elitę rządzącą stanowili przybyli z osadnikami z Chalkis Meseńczycy. W 494 p.n.e. pochodzący spośród nich Anaksilaos ustanowił tyranię. Gdy sycylijski Hieron zapobiegł konfliktowi Rhegio z Lokrami, Anaksilaos sprzymierzył się z Kartaginą. Po jego śmierci (476 p.n.e.) nastąpiły przejściowe rządy Mykithosa, a następny burzliwy okres (do końca V w. p.n.e.) wypełniały głównie walki z Lokryjczykami wraz z kolejnymi zmianami miejscowych władców.
Po roku 280 p.n.e. miasto zostało zajęte przez rzymską Legio Campana, której żołnierze pod wodzą Wibeliusza Decjusza zdradziecko dokonali masakry miejscowych mężczyzn, przejmując ich żony. Okupacja ta trwała do 270 p.n.e. (z odparciem w międzyczasie napaści Pyrrusa w 276 p.n.e.), gdy po oblężeniu miasto zdobyły wojska rzymskie. Odtąd wiernie sprzymierzone z Rzymem jako civitas foederata. Uzyskało status municypium, a w 36 p.n.e. zostało przemianowane na Regium Iulium po osiedleniu rzymskich weteranów floty. Od ok. 132 p.n.e. połączone z Rzymem szlakiem Via Popillia. 
W literaturze starogreckiej Rhegion znane było w VI wieku p.n.e. jako ojczyzna dwóch twórców: greckiego poety lirycznego Ibykosa oraz pisarza i gramatyka Teagenesa. Także miejsce urodzenia historyków Hippysa i Likosa.